# Umbilicaria scholanderi
Umbilicaria scholanderi är en lavart som först beskrevs av Llano, och fick sitt nu gällande namn av Krog. Umbilicaria scholanderi ingår i släktet Umbilicaria och familjen Umbilicariaceae.   Inga underarter finns listade i Catalogue of Life.